# NBA G League Rookie of the Year Award
De NBA G League Rookie of the Year Award is een jaarlijkse basketbalprijs die wordt uitgereikt aan de beste nieuwe speler in de NBA G League. Voorheen ook de NBDL Rookie of the Year Award en NBA D-League Rookie of the Year Award. Fred House was de eerste winnaar toen hij speelde voor North Charleston Lowgators.

## Erelijst
| Seizoen | Speler             | Club                       |
| ------- | ------------------ | -------------------------- |
| 2001/02 | Fred House         | North Charleston Lowgators |
| 2002/03 | Devin Brown        | Fayetteville Patriots      |
| 2003/04 | Desmond Penigar    | Asheville Altitude         |
| 2004/05 | James Thomas       | Roanoke Dazzle             |
| 2005/06 | Will Bynum         | Roanoke Dazzle             |
| 2006/07 | Lou Amundson       | Colorado 14ers             |
| 2007/08 | Blake Ahearn       | Dakota Wizards             |
| 2008/09 | Othyus Jeffers     | Iowa Energy                |
| 2009/10 | Alonzo Gee         | Austin Toros               |
| 2010/11 | DeShawn Sims       | Maine Red Claws            |
| 2011/12 | Edwin Ubiles       | Dakota Wizards             |
| 2012/13 | Tony Mitchell      | Fort Wayne Mad Ants        |
| 2013/14 | Robert Covington   | Rio Grande Valley Vipers   |
| 2014/15 | Tim Frazier        | Maine Red Claws            |
| 2015/16 | Quinn Cook         | Canton Charge              |
| 2016/17 | Abdel Nader        | Maine Red Claws            |
| 2017/18 | Antonio Blakeney   | Windy City Bulls           |
| 2018/19 | Ángel Delgado      | Agua Caliente Clippers     |
| 2019/20 | Tremont Waters     | Maine Red Claws            |
| 2020/21 | Paul Reed          | Delaware Blue Coats        |
| 2021/22 | Mac McClung        | South Bay Lakers           |
| 2022/23 | Kenneth Lofton Jr. | Memphis Hustle             |
| 2023/24 | Oscar Tshiebwe     | Indiana Mad Ants           |
| 2024/25 | Trey Alexander     | Grand Rapids Gold          |

## Winnaars per club
| Aantal | Club                       | Jaren                  |
| ------ | -------------------------- | ---------------------- |
| 4      | Maine Red Claws            | 2011, 2015, 2017, 2020 |
| 2      | Roanoke Dazzle             | 2005, 2006             |
| 2      | Dakota Wizards             | 2008, 2012             |
| 1      | North Charleston Lowgators | 2002                   |
| 1      | Fayetteville Patriots      | 2003                   |
| 1      | Asheville Altitude         | 2004                   |
| 1      | Colorado 14ers             | 2007                   |
| 1      | Iowa Energy                | 2009                   |
| 1      | Austin Toros               | 2010                   |
| 1      | Fort Wayne Mad Ants        | 2013                   |
| 1      | Rio Grande Valley Vipers   | 2014                   |
| 1      | Canton Charge              | 2016                   |
| 1      | Windy City Bulls           | 2018                   |
| 1      | Agua Caliente Clippers     | 2019                   |
| 1      | Delaware Blue Coats        | 2021                   |
| 1      | South Bay Lakers           | 2022                   |
| 1      | Memphis Hustle             | 2023                   |
| 1      | Indiana Mad Ants           | 2024                   |
| 1      | Grand Rapids Gold          | 2025                   |